# 上鶴間

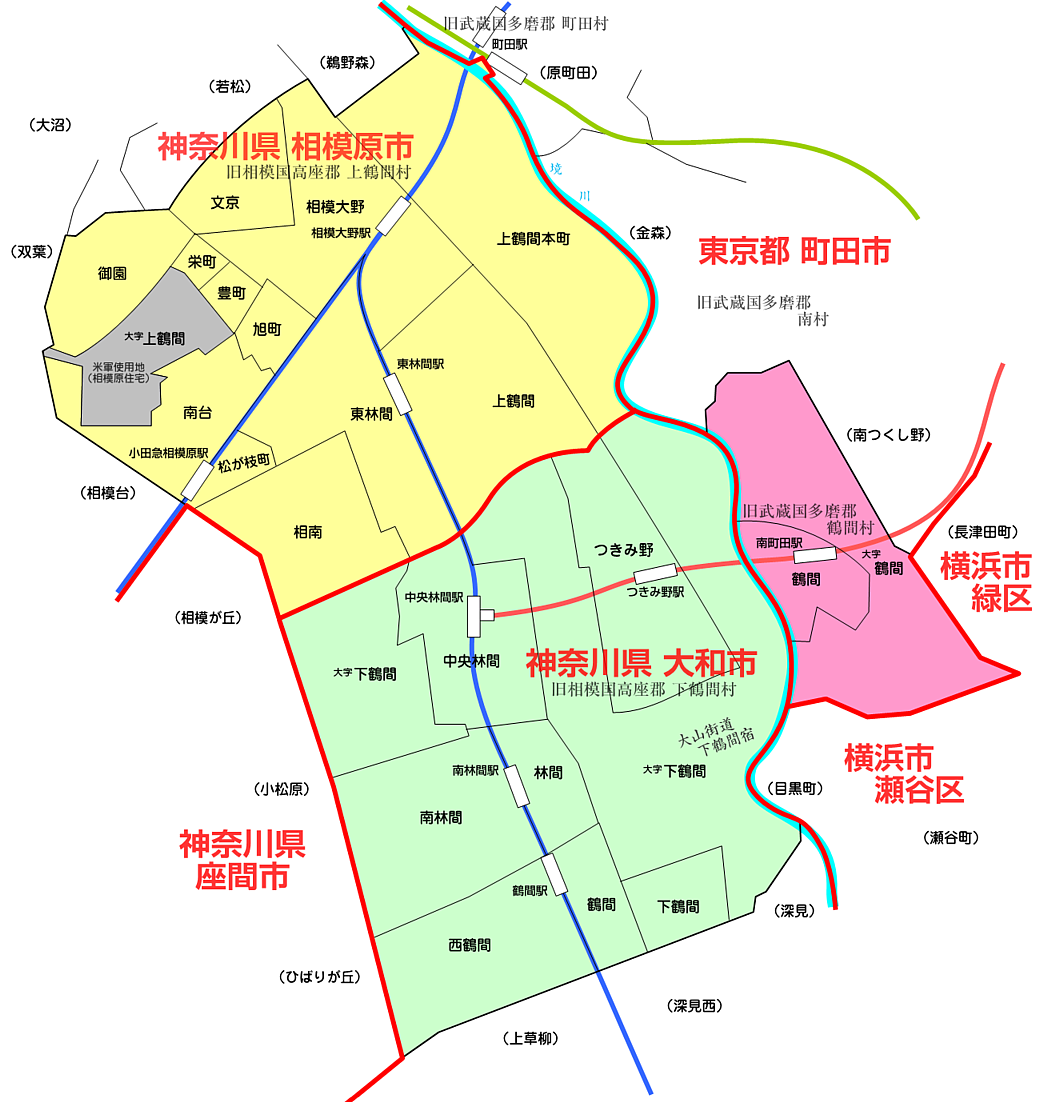
鶴間村・上鶴間村・下鶴間村周辺の現在の区画。地区分割や編入も繰り返されているため、江戸時代の区域とは必ずしも一致しない。

上鶴間（かみつるま）は、神奈川県相模原市南区の地名。現行行政地名は上鶴間一丁目から上鶴間八丁目で、住居表示未実施の大字上鶴間が在日米軍相模原住宅地区に残る。
なお、この項の「歴史」の節では元の大字上鶴間の区域全体について述べる。旧大字の区域全体の現状については「相模大野」、「上鶴間本町」の各項も参照されたい。

## 地理
相模原市南区の東部に位置し、東は国道16号を境に同区上鶴間本町と、西は小田急江ノ島線を境に同区東林間と、北は同区相模大野と、南は市境をはさんで大和市の下鶴間およびつきみ野と隣接する。一丁目〜八丁目に分かれ、ほぼ中央部を貫流する深堀川を挟んで東側が一丁目〜三丁目、西側が四丁目〜八丁目となっている。
深堀川は元は相模原台地上の宙水に由来する大沼（東大沼二丁目・三丁目）、小沼（若松二丁目）などを水源としていたが、現在では相模大野七丁目・九丁目よりも上流では暗渠化されている。上鶴間の区域内では狭く深い谷を穿ちながらゆるやかに蛇行しつつ南東に向かって流れ、本来は大和市内を流れて目黒橋付近で境川に合流していたが、大和市内（つきみ野地区）の宅地開発と相模原市側の下水道整備事業の一環として市境直前の鶴舞橋付近から台地地下を短絡する深堀トンネルが1968年（昭和43年）に竣工し、大和市との境界付近（現上鶴間本町九丁目）で境川に注ぐようになった。その結果、本来は深堀川の下流であった大和市区間は目黒川として別個に独立した川とされている。
域内は深堀川沿いの谷も含めてほぼ全域が宅地化されているが、多くは無計画に個別に宅地化が進められたために元の農地の地割をそのまま継承しており、細長い区画や袋小路など複雑な街路網が見られる。小田急の東林間駅前を横切る街路に沿った六丁目・七丁目に商店街が形成されているほか、主に徒歩圏内の住民を対象としたスーパーマーケットが立地する。これに対して一丁目〜三丁目の国道16号沿いには自動車による来店者を対象とするロードサイド店舗が多く出店している。農地はほぼ消滅しており、雑木林も大和市との境に沿って八丁目の南端にまとまった面積のものが分布するのみである。

### 河川
- 深掘川

### 地価
住宅地の地価は、2023年（令和5年）1月1日の公示地価によれば、上鶴間3-5-10の地点で19万4000円/m2、上鶴間6-8-4の地点で24万2000円/m2、上鶴間7-17-29の地点で23万8000円/m2となっている。

## 歴史
明治初期まで相模国高座郡上鶴間村。高座郡大野村（1889年）、同郡相模原町（1941年）を経て、1954年以降は相模原市、2010年からは同市南区に所属。

### 上鶴間村
鶴間は元来、現在の相模原市南区東部および大和市北部、さらに東京都町田市南部にまたがってひろがる地名である。相模国高座郡に属するが、近世初期に境川（高座川・たかくらがわ）が武蔵国との境界とされたため、左岸（東岸）の区域が武蔵国多摩郡鶴間村となった。これが現在の町田市鶴間となる。右岸（西岸）では南北に二分割され、北半が相模国高座郡上鶴間村、南半が同郡下鶴間村となった。後者が現在の大和市下鶴間などとなる。
上鶴間村は現在の相模大野地区や東林間地区など南区東部の広い範囲を占めていたが、古くからの集落は境川沿いの段丘崖周辺（現在の上鶴間本町）に分布し、村域の大部分を占める相模原台地上は「相模野」と総称される原野の一部であり、草刈り場として周辺農村の入会地とされていた。江戸時代後期には神奈川往還沿いに集落が立地するようになるが、深堀川以西の開墾は主に明治期に入ってからのこととなり、親村となった当村内の集落名から「谷口（やぐち）新開」、「中村新開」、「篠原新開」、「中和田新開」と呼ばれた。これらは「新開」と呼ばれ、「清兵衛新田」、「矢部新田」、「淵野辺新田」（いずれも中央区）、「大沼新田」（南区）といった江戸時代に開かれた新田と区別される。明治初期に養蚕が盛んになると台地上には桑畑が広がるようになった。
上鶴間村は江戸時代を通じて幕府直轄領（天領）または旗本領とされ、幕府崩壊後の1868年（慶応4年・明治元年）に明治政府直轄となり神奈川府、次いで神奈川県の所属となった。
1889年（明治22年）の町村制施行に際して同郡の上矢部村、矢部新田村、淵野辺村、鵜野森村と合併して高座郡大野村の一部となった。

### 大字上鶴間
高座郡大野村の発足により、旧上鶴間村は同村の大字上鶴間となった。
1908年（明治41年）に横浜鉄道（1917年（大正6年）に国有化。現JR東日本横浜線）が開業し、原町田駅（現町田駅）が開設されると、境川をはさんで同駅に至近な区域で市街化が始まった。
1927年（昭和2年）、小田原急行鉄道（現小田急電鉄）小田原線が、また1929年（昭和4年）には同江ノ島線が開業した。開業当初、小田原線は当大字内に駅を設けず、江ノ島線との分岐点（相模大野分岐点）に信号場を置いたのみであったが、江ノ島線上には開業と同時に東林間都市駅（現東林間駅）を設けて、同社資本による「林間都市」開発事業が進められた。しかし、当時としては都心から遠過ぎたことから宅地の販売は進まず、この事業は頓挫した。
これに代わって1937年（昭和12年）、座間町（現座間市）と新磯村（現相模原市南区）にまたがって陸軍士官学校が移転してきたことを皮切りに、当大字内にも臨時東京第三陸軍病院（一部は新磯村。1938年：昭和13年）、電信第一連隊および陸軍通信学校（1939年：昭和14年）、原町田陸軍病院（のち相模原陸軍病院。1940年：昭和15年）と、陸軍施設の進出が相次いだ。これに合わせて1938年、小田急小田原線上には通信学校駅（現相模大野駅）、相模原駅（現小田急相模原駅）が開業している。

相次ぐ陸軍施設の進出を背景に軍部の要請もあって1941年（昭和16年）、大野村は同じ郡の上溝町、座間町、相原村その他と合併して高座郡相模原町の一部となった。相模原町は1954年（昭和29年）に市制施行して相模原市となり（旧座間町は1948年（昭和23年）に再分離）、当大字も相模原町、次いで相模原市の大字となった。
1945年（昭和20年）の敗戦後、旧陸軍施設のうち臨時東京第三陸軍病院は国立相模原病院（現国立病院機構相模原病院）、陸軍通信学校は学校用地（相模女子大学、相模原市立大野南中学校、神奈川県立相模台工業高等学校（現神奈川県立神奈川総合産業高等学校））などとなったが、相模原陸軍病院と電信第一連隊の敷地は進駐軍（引き続き在日米軍）に接収された。前者は米陸軍医療センターとして利用されて1981年（昭和56年）に返還されたが、相模原住宅地区として利用されている後者は現在も返還されていない。
昭和初期以降の養蚕業の衰退とともに台地上の桑畑の多くは野菜の畑などに変わり、近郊農業が主体となった。水に恵まれなかった台地上において、1949年（昭和24年）に着手された相模原開発畑地灌漑事業は大きな期待をもって迎えられ、1963年（昭和38年）度に相模川を水源とする用水路が完成して、そのうちの東幹線をはじめとする用水網が当大字内を潤した。しかしその頃には農地の宅地化が進行しており、用水はあまり利用されることなく1970年（昭和45年）には利用者の組合が解散、通水は停止された。東幹線跡は現在、緑道として整備されている。
当区域に宅地化の波が及ぶのは戦後、特に1960年代以降である。小田急の3駅および横浜線原町田駅に近い区域から急速に宅地化が進行した。1959年（昭和34年）に日本住宅公団によって相模大野団地が建設されたことから、同団地に最寄りの相模大野駅周辺が相模原市南部の商業中心として発展を始めることとなる。市街化の進行とともに、1967年（昭和42年）以降、相模原市は以下のように当大字内で相次いで住居表示による新町の編成を実施した。
- 1967年（昭和42年）10月1日 - 東林間一丁目〜五丁目、松が枝町
- 1969年（昭和44年）7月1日 - 旭町、栄町、豊町、南台一丁目〜六丁目
- 1970年（昭和45年）7月1日 - 桜台、文京一丁目・二丁目、御園一丁目〜五丁目
- 1971年（昭和46年）7月1日 - 相南一丁目〜四丁目、東林間六丁目〜八丁目
- 1977年（昭和52年）7月1日 - 上鶴間一丁目〜八丁目
- 1981年（昭和56年）7月1日 - 相模大野一丁目〜三丁目・五丁目・六丁目
- 1982年（昭和57年）7月1日 - 相模大野七丁目〜九丁目
- 1985年（昭和60年）7月1日 - 相模大野四丁目
- 1998年（平成10年）11月1日 - 相模大野駅周辺土地区画整理事業区域が相模大野三丁目・七丁目・八丁目に編入
- 2004年（平成16年）2月1日 - 上鶴間本町一丁目〜九丁目

住居表示実施区域内の町名として「上鶴間」「上鶴間本町」が新設され、現在では米軍住宅地区にのみ住居表示未実施の「大字上鶴間」が残っている。
2010年（平成22年）4月1日、相模原市の政令指定都市移行により、同市の南区に所属することとなった。

### 地名の由来
一説に、昔、鶴が飛来したという「鶴舞の里」に由来するといわれている。

## 世帯数と人口
2020年（令和2年）10月1日現在（国勢調査）の世帯数と人口（総務省調べ）は以下の通りである。なお、大字上鶴間は秘匿のため、省略とする。
| 丁目         | 世帯数    | 人口     |
| ------------ | --------- | -------- |
| 上鶴間一丁目 | 1,338世帯 | 2,862人  |
| 上鶴間二丁目 | 926世帯   | 2,135人  |
| 上鶴間三丁目 | 527世帯   | 1,258人  |
| 上鶴間四丁目 | 1,041世帯 | 2,368人  |
| 上鶴間五丁目 | 961世帯   | 1,925人  |
| 上鶴間六丁目 | 1,256世帯 | 2,282人  |
| 上鶴間七丁目 | 1,224世帯 | 2,792人  |
| 上鶴間八丁目 | 696世帯   | 1,561人  |
| 計           | 7,969世帯 | 17,183人 |

### 人口の変遷
国勢調査による人口の推移。
| 年                 | 人口   |
| ------------------ | ------ |
| 1995年（平成7年）  | 36,653 |
| 2000年（平成12年） | 38,668 |
| 2005年（平成17年） | 16,405 |
| 2010年（平成22年） | 17,020 |
| 2015年（平成27年） | 16,756 |
| 2020年（令和2年）  | 17,183 |

### 世帯数の変遷
国勢調査による世帯数の推移。
| 年                 | 世帯数 |
| ------------------ | ------ |
| 1995年（平成7年）  | 14,425 |
| 2000年（平成12年） | 15,771 |
| 2005年（平成17年） | 6,947  |
| 2010年（平成22年） | 7,408  |
| 2015年（平成27年） | 7,388  |
| 2020年（令和2年）  | 7,969  |

## 学区
市立小・中学校に通う場合、学区は以下の通りとなる（2018年2月時点）
| 大字・丁目   | 番地                                                                                               | 小学校                   | 中学校                 |
| ------------ | -------------------------------------------------------------------------------------------------- | ------------------------ | ---------------------- |
| 上鶴間一丁目 | 1～6番 27～31番 32番9～13号 36番1～8号                                                             | 相模原市立南大野小学校   | 相模原市立新町中学校   |
| 上鶴間一丁目 | 7～26番 32番1～8号 33～35番 36番9号～44番11号 44番19号～45番                                       | 相模原市立南大野小学校   | 相模原市立上鶴間中学校 |
| 上鶴間一丁目 | その他                                                                                             | 相模原市立くぬぎ台小学校 | 相模原市立上鶴間中学校 |
| 上鶴間二丁目 | 1番～3番31号 3番37～42号 4番1～17号 4番22号～5番21号 5番27号～6番21号 6番27号～7番23号 7番30〜47号 | 相模原市立南大野小学校   | 相模原市立上鶴間中学校 |
| 上鶴間二丁目 | その他                                                                                             | 相模原市立上鶴間小学校   | 相模原市立上鶴間中学校 |
| 上鶴間三丁目 | 全域                                                                                               | 相模原市立上鶴間小学校   | 相模原市立上鶴間中学校 |
| 上鶴間四丁目 | 全域                                                                                               | 相模原市立上鶴間小学校   | 相模原市立上鶴間中学校 |
| 上鶴間五丁目 | 1〜5番 9〜18番                                                                                     | 相模原市立上鶴間小学校   | 相模原市立上鶴間中学校 |
| 上鶴間五丁目 | その他                                                                                             | 相模原市立くぬぎ台小学校 | 相模原市立上鶴間中学校 |
| 上鶴間六丁目 | 1番 12～15番                                                                                       | 相模原市立南大野小学校   | 相模原市立新町中学校   |
| 上鶴間六丁目 | 5番1～4号                                                                                          | 相模原市立南大野小学校   | 相模原市立上鶴間中学校 |
| 上鶴間六丁目 | その他                                                                                             | 相模原市立くぬぎ台小学校 | 相模原市立上鶴間中学校 |
| 上鶴間七丁目 | 1〜9番                                                                                             | 相模原市立くぬぎ台小学校 | 相模原市立上鶴間中学校 |
| 上鶴間七丁目 | その他                                                                                             | 相模原市立上鶴間小学校   | 相模原市立上鶴間中学校 |
| 上鶴間八丁目 | 全域                                                                                               | 相模原市立上鶴間小学校   | 相模原市立東林中学校   |
| 上鶴間       | 4811（米軍上鶴間住宅）                                                                             | 相模原市立相模台小学校   | 相模原市立相模台中学校 |

## 事業所
2021年（令和3年）現在の経済センサス調査による事業所数と従業員数は以下の通りである。
| 大字・丁目   | 事業所数  | 従業員数 |
| ------------ | --------- | -------- |
| 上鶴間       | 3事業所   | 21人     |
| 上鶴間一丁目 | 52事業所  | 786人    |
| 上鶴間二丁目 | 25事業所  | 240人    |
| 上鶴間三丁目 | 15事業所  | 215人    |
| 上鶴間四丁目 | 25事業所  | 231人    |
| 上鶴間五丁目 | 31事業所  | 244人    |
| 上鶴間六丁目 | 64事業所  | 476人    |
| 上鶴間七丁目 | 65事業所  | 1,068人  |
| 上鶴間八丁目 | 16事業所  | 95人     |
| 計           | 296事業所 | 3,376人  |

### 事業者数の変遷
経済センサスによる事業所数の推移。
| 年                 | 事業者数 |
| ------------------ | -------- |
| 2016年（平成28年） | 283      |
| 2021年（令和3年）  | 296      |

### 従業員数の変遷
経済センサスによる従業員数の推移。
| 年                 | 従業員数 |
| ------------------ | -------- |
| 2016年（平成28年） | 3,071    |
| 2021年（令和3年）  | 3,376    |

## 交通

### 鉄道
- 小田急電鉄

　小田急江ノ島線 ： 東林間駅

### 道路・橋梁
- 国道16号（東京環状）

## 施設
教育
- 小学校
  - 相模原市立南大野小学校
  - 相模原市立くぬぎ台小学校
  - 相模原市立上鶴間小学校

- 中学校
  - 相模原市立上鶴間中学校
  - 相模原市立東林中学校

病院
- さがみ林間病院

商業
- 三和上鶴間店
- 東林間東急ストア
- ホームセンターユニディ相模大野店
- ライフ上鶴間店

公園
- 東林間公園
- 深堀中央公園（深堀雨水調整池）
- 上鶴間遊園地

## その他

### 日本郵便
- 郵便番号 : 252-0302[3]（集配局 : 座間郵便局[16]）。